# Klaus Klemm
Klaus Klemm (* 1942 in Öhningen) ist ein deutscher Erziehungswissenschaftler und emeritierter Professor für Bildungsforschung und Bildungsplanung an der Universität Duisburg-Essen in Essen. 
Nach dem Abitur 1962 studierte er die Fächer Germanistik, Geschichte und Erziehungswissenschaft für das Gymnasiallehramt in München und Bonn, bestand 1968 das Staatsexamen und wurde 1970 promoviert. 1972 zunächst Planungsreferent an der Universität Dortmund, war er von 1973 bis 1977 Projektleiter am dortigen Institut für Schulentwicklungsforschung. 1977 folgte er dem Ruf auf eine Professur an die damalige Universität Essen und war dort 1982–1984 sowie 1994–1998 Dekan des Fachbereichs Erziehungswissenschaft. Einen Ruf auf den Lehrstuhl für empirische Bildungsforschung der Humboldt-Universität zu Berlin lehnte Klemm 1992 ab. Mit seiner Emeritierung zum 1. August 2007 wurde die damalige Arbeitsgruppe Bildungsplanung/Bildungsforschung an der Universität Duisburg-Essen aufgelöst. Im Verlauf des Jahres 2009 bildete sich aus den ehemaligen Arbeitseinheiten Unterrichtsforschung unter Leitung von Marten Clausen und der Arbeitseinheit Bildungssystem- und Schulentwicklungsforschung unter Leitung von Isabell van Ackeren eine neue Arbeitsgruppe Bildungsforschung, in der auch Klaus Klemm mitarbeitet.
Klaus Klemm  war Mitglied mehrerer Sachverständigenkommissionen, darunter
- der Enquete-Kommission des Deutschen Bundestages ‚Zukünftige Bildungspolitik‘ (1988–1990)
- des von der Bundesregierung und den Länderregierungen gemeinsam berufenen Forum Bildung (1999–2001)
- im wissenschaftlichen Beirat der PISA-Studien (bis Ende 2006) sowie
- im Beirat für die deutsche Bildungsberichterstattung (bis 2008)
- der Enquete-Kommission des nordrhein-westfälischen Landtags‚ Chancen für Kinder’ (bis 2008)
- Expertenkreis ‚Inklusive Bildung‘ der Deutschen UNESCO-Kommission (seit 2010)

Klemms Arbeitsschwerpunkt liegt auf den Gebieten empirische Bildungsforschung, Bildungsplanung und Bildungsfinanzierung sowie Inklusion. Klemm ist Mitglied der SPD, die er in schulpolitischen Fragen berät und deren bildungspolitischen Kurs er mitgeprägt hat.
2013 wurde Klemm aufgrund seiner bildungsökonomischen Arbeiten in das von der Frankfurter Allgemeinen Zeitung erarbeitete Ranking der 50 einflussreichsten Ökonomen Deutschlands aufgenommen.